# Campionato europeo maschile di pallacanestro Under-18 1972
Il 5º Campionato europeo di pallacanestro maschile Under-18 (noto anche come FIBA Europe Under-18 Championship 1972) si è svolto in Jugoslavia, presso Zara, dal 15 al 23 luglio 1972.

## Squadre partecipanti
- Francia
- Cecoslovacchia
- Spagna
- Ungheria
- Israele
- Grecia

- Turchia
- Italia
- Jugoslavia
- Bulgaria
- Polonia
- Unione Sovietica

## Primo turno
Le squadre sono divise in 2 gruppi da 6 squadre, con gironi all'italiana. Le prime quattro si qualificano per la fase successiva ad eliminazione diretta, mentre le ultime giocano per il 9-12 posto.

### Gruppo A
| Team              | Pt | V - P | PF - PS   |
| ----------------- | -- | ----- | --------- |
| 1. Jugoslavia     | 10 | 5 - 0 | 423 - 289 |
| 2. Italia         | 8  | 3 - 2 | 317 - 328 |
| 3. Cecoslovacchia | 7  | 2 - 3 | 315 - 347 |
| 4. Francia        | 7  | 2 - 3 | 308 - 295 |
| 5. Grecia         | 7  | 2 - 3 | 297 - 354 |
| 6. Bulgaria       | 6  | 1 - 4 | 315 - 371 |

### Gruppo B
| Team                | Pt | V - P | PF - PS   |
| ------------------- | -- | ----- | --------- |
| 1. Israele          | 10 | 5 - 0 | 365 - 303 |
| 2. Unione Sovietica | 9  | 4 - 1 | 337 - 282 |
| 3. Ungheria         | 7  | 2 - 3 | 271 - 281 |
| 4. Spagna           | 7  | 2 - 3 | 301 - 320 |
| 5. Polonia          | 7  | 2 - 3 | 303 - 310 |
| 6. Turchia          | 5  | 0 - 5 | 287 - 368 |

## Fase a eliminazione diretta

### Tabellone 1º-4º posto
|  | Semifinali 1º/4º posto | Semifinali 1º/4º posto | Semifinali 1º/4º posto |        |            | Finale 1º/2º posto | Finale 1º/2º posto | Finale 1º/2º posto |  |
|  |                        |                        |                        |        |            |                    |                    |                    |  |
|  | Jugoslavia             | Jugoslavia             | 66                     |        |            |                    |                    |                    |  |
|  | Jugoslavia             | Jugoslavia             | 66                     |        |            |                    |                    |                    |  |
|  | Unione Sovietica       | Unione Sovietica       | 59                     |        |            |                    |                    |                    |  |
|  | Unione Sovietica       | Unione Sovietica       | 59                     |        | Jugoslavia | Jugoslavia         | 89                 |                    |  |
|  |                        |                        |                        |        | Jugoslavia | Jugoslavia         | 89                 |                    |  |
|  |                        |                        | Italia                 | Italia | 65         |                    |                    |                    |  |
|  | Israele                | Israele                | Italia                 | Italia | 65         | 59                 |                    |                    |  |
|  | Israele                | Israele                |                        |        |            | 59                 |                    |                    |  |
|  | Italia                 | Italia                 | 63                     |        |            | Finale 3º/4º posto | Finale 3º/4º posto | Finale 3º/4º posto |  |
|  | Italia                 | Italia                 | 63                     |        |            |                    |                    |                    |  |
|  |                        |                        |                        |        |            |                    |                    |                    |  |
|  |                        |                        |                        |        |            | Unione Sovietica   | Unione Sovietica   | 73                 |  |
|  |                        |                        |                        |        |            | Unione Sovietica   | Unione Sovietica   | 73                 |  |
|  |                        |                        |                        |        |            | Israele            | Israele            | 60                 |  |

### Tabellone 5º-8º posto
|  | Semifinali 5º/8º posto | Semifinali 5º/8º posto | Semifinali 5º/8º posto |         |                | Finale 5º/6º posto | Finale 5º/6º posto | Finale 5º/6º posto |  |
|  |                        |                        |                        |         |                |                    |                    |                    |  |
|  | Cecoslovacchia         | Cecoslovacchia         | 55                     |         |                |                    |                    |                    |  |
|  | Cecoslovacchia         | Cecoslovacchia         | 55                     |         |                |                    |                    |                    |  |
|  | Spagna                 | Spagna                 | 48                     |         |                |                    |                    |                    |  |
|  | Spagna                 | Spagna                 | 48                     |         | Cecoslovacchia | Cecoslovacchia     | 64                 |                    |  |
|  |                        |                        |                        |         | Cecoslovacchia | Cecoslovacchia     | 64                 |                    |  |
|  |                        |                        | Francia                | Francia | 61             |                    |                    |                    |  |
|  | Francia                | Francia                | Francia                | Francia | 61             | 58                 |                    |                    |  |
|  | Francia                | Francia                |                        |         |                | 58                 |                    |                    |  |
|  | Ungheria               | Ungheria               | 67                     |         |                | Finale 7º/8º posto | Finale 7º/8º posto | Finale 7º/8º posto |  |
|  | Ungheria               | Ungheria               | 67                     |         |                |                    |                    |                    |  |
|  |                        |                        |                        |         |                |                    |                    |                    |  |
|  |                        |                        |                        |         |                | Spagna             | Spagna             | 84                 |  |
|  |                        |                        |                        |         |                | Spagna             | Spagna             | 84                 |  |
|  |                        |                        |                        |         |                | Ungheria           | Ungheria           | 61                 |  |

### Tabellone dal 9º al 12º posto
|  | Semifinali 9º/12º posto | Semifinali 9º/12º posto | Semifinali 9º/12º posto |         |        | Finale 9º/10º posto  | Finale 9º/10º posto  | Finale 9º/10º posto  |  |
|  |                         |                         |                         |         |        |                      |                      |                      |  |
|  | Grecia                  | Grecia                  | 66                      |         |        |                      |                      |                      |  |
|  | Grecia                  | Grecia                  | 66                      |         |        |                      |                      |                      |  |
|  | Turchia                 | Turchia                 | 53                      |         |        |                      |                      |                      |  |
|  | Turchia                 | Turchia                 | 53                      |         | Grecia | Grecia               | 66                   |                      |  |
|  |                         |                         |                         |         | Grecia | Grecia               | 66                   |                      |  |
|  |                         |                         | Polonia                 | Polonia | 64     |                      |                      |                      |  |
|  | Bulgaria                | Bulgaria                | Polonia                 | Polonia | 64     | 71                   |                      |                      |  |
|  | Bulgaria                | Bulgaria                |                         |         |        | 71                   |                      |                      |  |
|  | Polonia                 | Polonia                 | 84                      |         |        | Finale 11º/12º posto | Finale 11º/12º posto | Finale 11º/12º posto |  |
|  | Polonia                 | Polonia                 | 84                      |         |        |                      |                      |                      |  |
|  |                         |                         |                         |         |        |                      |                      |                      |  |
|  |                         |                         |                         |         |        | Turchia              | Turchia              | 85                   |  |
|  |                         |                         |                         |         |        | Turchia              | Turchia              | 85                   |  |
|  |                         |                         |                         |         |        | Bulgaria             | Bulgaria             | 67                   |  |

## Classifica finale
| Campione d'Europa | Campione d'Europa | Campione d'Europa |
| ----------------- | ----------------- | ----------------- |
| Jugoslavia        |                   |                   |
| Argento           | Italia            |                   |
| Bronzo            | Unione Sovietica  |                   |
| 4.                | Israele           |                   |
| 5.                | Cecoslovacchia    |                   |
| 6.                | Francia           |                   |
| 7.                | Spagna            |                   |
| 8.                | Ungheria          |                   |
| 9.                | Grecia            |                   |
| 10.               | Polonia           |                   |
| 11.               | Turchia           |                   |
| 12.               | Bulgaria          |                   |